# Slogans de Mai 68
 (août 2024).
La mise en forme du texte ne suit pas les recommandations de Wikipédia : il faut le « wikifier ».
Les points d'amélioration suivants sont les cas les plus fréquents. Le détail des points à revoir est peut-être précisé sur la page de discussion.
- Les titres sont pré-formatés par le logiciel. Ils ne sont ni en capitales, ni en gras.
- Le texte ne doit pas être écrit en capitales (les noms de famille non plus), ni en gras, ni en italique, ni en « petit »…
- Le gras n'est utilisé que pour surligner le titre de l'article dans l'introduction, une seule fois.
- L'italique est rarement utilisé : mots en langue étrangère, titres d'œuvres, noms de bateaux, etc.
- Les citations ne sont pas en italique mais en corps de texte normal. Elles sont entourées par des guillemets français : « et ».
- Les listes à puces sont à éviter, des paragraphes rédigés étant largement préférés. Les tableaux sont à réserver à la présentation de données structurées (résultats, etc.).
- Les appels de note de bas de page (petits chiffres en exposant, introduits par l'outil «  Source ») sont à placer entre la fin de phrase et le point final[comme ça].
- Les liens internes (vers d'autres articles de Wikipédia) sont à choisir avec parcimonie. Créez des liens vers des articles approfondissant le sujet. Les termes génériques sans rapport avec le sujet sont à éviter, ainsi que les répétitions de liens vers un même terme.
- Les liens externes sont à placer uniquement dans une section « Liens externes », à la fin de l'article. Ces liens sont à choisir avec parcimonie suivant les règles définies. Si un lien sert de source à l'article, son insertion dans le texte est à faire par les notes de bas de page.
- La présentation des références doit suivre les conventions bibliographiques. Il est recommandé d'utiliser les modèles {{Ouvrage}}, {{Chapitre}}, {{Article}}, {{Lien web}} et/ou {{Bibliographie}}. Le mode d'édition visuel peut mettre en forme automatiquement les références.
- Insérer une infobox (cadre d'informations à droite) n'est pas obligatoire pour parachever la mise en page.

Pour une aide détaillée, merci de consulter Aide:Wikification.
Si vous pensez que ces points ont été résolus, vous pouvez retirer ce bandeau et améliorer la mise en forme d'un autre article.

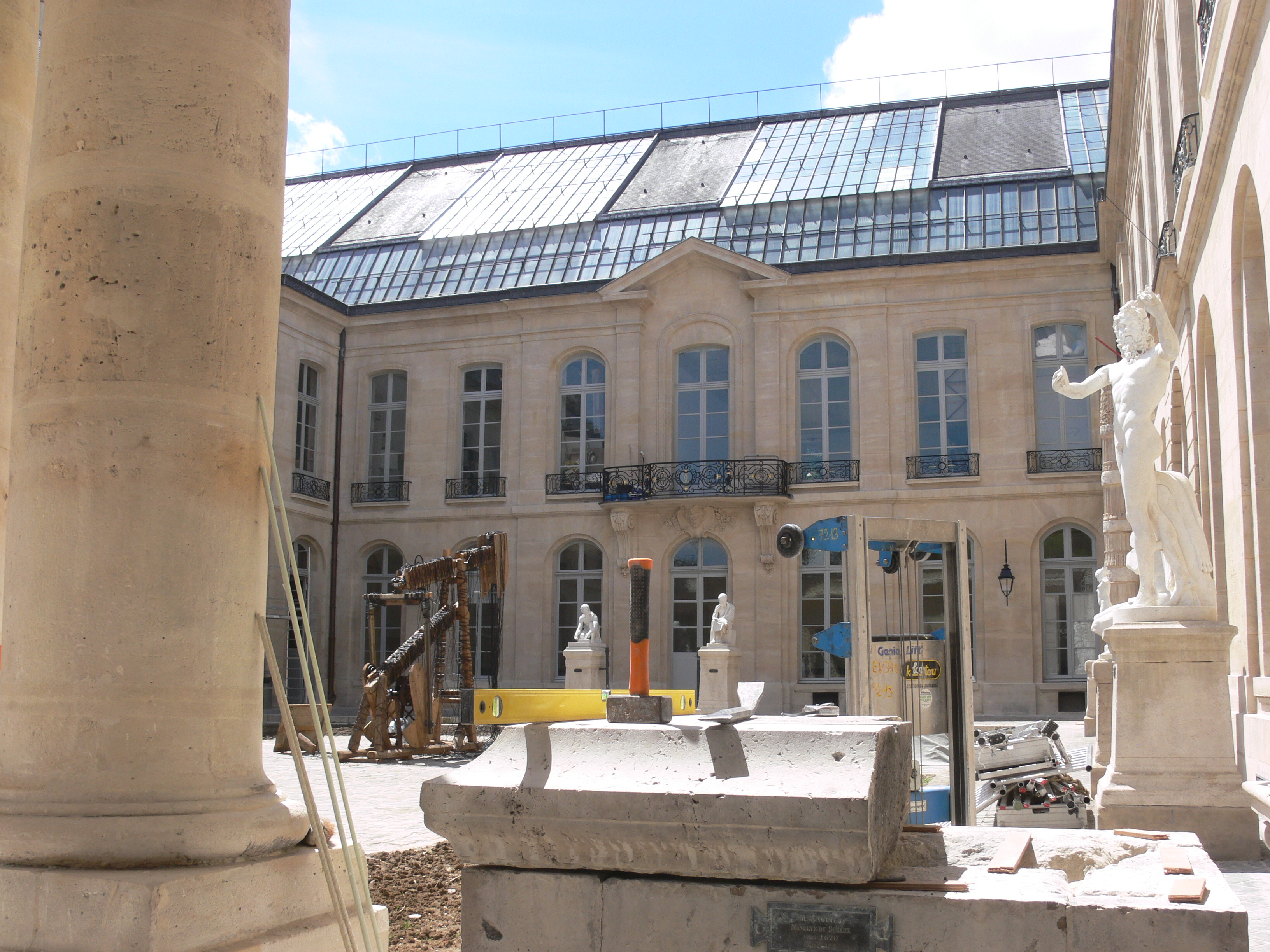
L'école des Beaux-Arts de Paris dans l'ancien hôtel de Chimay, où l'Atelier populaire a sérigraphié 415 affiches différentes.

La plupart des slogans de Mai 68, restés évoqués plus d'un demi-siècle après et auxquels une exposition a été consacrée en mai 2018, sont passés à la postérité via les affiches murales qui ont proliféré après avoir été reproduites en lithographie et en sérigraphie, ou dans des imprimeries en grève, pour certaines à 5000 exemplaires, par des étudiants et professeurs en grève occupant l'École des beaux-arts de Paris, qui subit l'une des plus longues occupations de Mai 68, pendant 46 jours, mais aussi l'École des Arts-déco et d'autres « ateliers populaires » à Strasbourg, Montpellier, Marseille, Lyon, Grenoble, Dijon,  Caen et Amiens. 
A cette occasion, l'espace public est massivement placardé d’images, dont il existe 415 à 600 différents modèles différents, qui marquèrent l’histoire, au point de devenir emblématiques de Mai 68. Ces affiches sont considérées comme « les éléments les plus identifiables de l’iconographie insurrectionnelle, » de Mai 68, devant les caricatures des journaux satiriques. Selon l'historien Philippe Artières, chercheur au CNRS, chaque formule était pensée en lien avec une actualité de la grève générale. 
Avec le journal L'Enragé, dont douze numéros seront vendus dans les rues de Paris entre le 24 mai et le 25 novembre 1968, et Action, le titre contestataire du journaliste Jean Schalit, elles sont le principal média des contestataires, qui s'en prennent à ceux déjà existants.

## Histoire
Le 8 mai 1968, à l’initiative d'un groupe d'élèves architectes qui étaient affectés en ce lieu pour cause de réorganisation de leurs écoles, un comité de grève se constitue à l’école des Beaux Arts. Alors que des graffiti, d'origine ancienne et de conception partisane, ont commencé à apparaitre, les étudiants des Beaux-Arts ont souhaité soutenir les premières grèves de la journée du 13 mai 1968 en vendant leurs créations pour collecter de l'argent. Mais il a été très vite décidé de coller des affiches plus soignées et plus efficaces que ces graffitis, même si des débats entre étudiants des Beaux-Arts ont posé la question du risque déconsidérer le mouvement de Mai 68 par le fait de salir les murs.  
Des artistes du mouvement de la figuration narrative, regroupés en particulier autour des différentes pièces l'Atelier populaire des Beaux Arts, ont édité la plus grande partie de ces affiches. Une partie d'entre eux travaillaient déjà à leur compte ou en entreprise. 

### La première affiche et le recours à la sérigraphie
La première affiche en sort le 14 mai, jour de l'occupation de l'école des Beaux-Arts, qui va durer 46 jours. Réalisée en lithographie, procédé qui limite les capacités de production, abandonné dès le lendemain, elle est imprimée à seulement 30 exemplaires. Son slogan est « Usines, Universités, Union », avec un emblématique poing levé. Comme toutes les autres, elle est réalisée sur un principe d’anonymat des auteurs qui sera ensuite parfois débattu mais systématiquement respecté. Guy de Rougemont, qui revient de New-York, où il a pratiqué la sérigraphie, participe à la première assemblée générale et croise Éric Seydoux, jeune apprenti de l'imprimerie Paris Art, spécialisée en sérigraphie, avec lequel il organise techniquement l’atelier collectif de sérigraphie de l’Atelier populaire de l’école des Beaux-Arts,. La technique était peu connue en France et pas considérée comme assez précise par de nombreux artistes mais les étudiants l'adoptent.

### Le concept et la technique
L'idée est de combiner images simples et slogans chocs. Le style est iconique, le graphisme très direct, le format principalement de 60 cm × 80 cm ou de 80 cm × 120 cm car ceux dépassant 1 mètre n’étaient pas faciles à manipuler, sur un mode bicolore. Les mots d'ordre sont révoltés et souvent pleins d'humour. Les affiches sont souvent siglées d’un tampon, "Atelier populaire". Les participants à cette production considèrent que « la technique a imposé son moyen d’expression ». Certaines sont réalisées selon la technique plus rudimentaire, du "Drawing gum".
Des dizaines d'équipes de colleurs rejointes par celles des comités de quartier et des comités de grève des usines occupées diffusent ces affiches,Leur activité est sévèrement réprimandée par la police.

### L'organisation de la production
L'École des Beaux-Arts est occupée pendant 46 jours dès le 14 mai. Une commission se charge des relations avec l'extérieur, une autre de l'approvisionnement en papier et en encre, d'autres de gérer le standard et le service d'ordre à intérieur de l'école. Une assemblée générale décide de rebaptiser l’école « Atelier populaire des Beaux-Arts »
. Le service d’ordre, censé faire face à des assauts de groupes d'extrême-droite, dont les membres avaient des manches à balais enfilés dans la ceinture, "assure nuit et jours la sécurité et l’entretien des locaux" et il est précisé que s'il n’y a pas 80 inscrits en permanence en son sein, la grève n’est plus effective, selon un document d’organisation de la grève. Le travail étant fait majoritairement de nuit, les grévistes prévoient un poste de ravitaillement, et le "buffet fonctionne de 23 h à 6 h". 
À l'entrée de l'école, le texte suivant est lui-même affiché en grand: « Travailler dans l'atelier populaire, c'est soutenir concrètement le grand mouvement des travailleurs en grève qui occupent leurs usines contre le gouvernement gaulliste anti-populaire. En mettant toutes ses capacités au service de la lutte des travailleurs, chacun dans cet atelier travaille pour lui, car il s'ouvre par la pratique au pouvoir éducateur des masses populaires ». Certains artistes préféraient travailler de leur domicile, n'appréciant pas l'esprit "atelier populaire" mais adhérant à ses objectifs.  Les producteurs prennent soin d'aller s'aérer à l'Odéon car les produits de la sérigraphie, solvants, acétone, sont toxiques. Parmi les créateurs, nombre de Latino-américains qui avaient par tradition, une qualité de dessin très simple mise au service de ces affiches . Lorsqu'elles avaient du succès, il était décidé qu'elles soient retirées en offset. Le responsable des agents de liaison entre les imprimeries et l'atelier populaire était Merri Jolivet et les trois-quarts des imprimeurs contactés étaient favorables, tandis que les artistes étaient constamment sollicités par des usines en grève comme Kodak.

### Le rythme de production
Les deux écoles produisaient, en sérigraphie, jour et nuit, dès la mi-mai pour celle des Beaux-Arts, avec souvent plusieurs affiches différentes chaque jour, en mobilisant les cours, jardins, salles de classe et escaliers pour assurer le séchage. Certaines affiches ont été produites à 5000 exemplaires à l'Ecole des Beaux-Arts puis reproduites en d'autres lieux de production.
A elle seule, cette dernière a produit au total, en six semaines, près un million d'affiches,,, toute placardées sur les murs, dont certaines reproduites à 5000 exemplaires. 

### L'élaboration des affiches
Les mots d'ordre du jour sont transmis par les assemblées générales des différentes universités et usines et suivent de près l'actualité. Les projets d'affiche, esquissés dans la journée, étaient punaisés sur une corde pour être présentés tous les soirs lors d'une assemblée générale , à 19 heures, qui durait entre une heure et dix heures. Elle accueillait en plus des artistes, étudiants, badauds, des cheminots, ouvriers de chez Renault, et salariés des hôpitaux, qui venaient parler de leur grève. Deux questions étaient alors posées à l'assemblée:  «l'idée politique est-elle juste ?» et «l'affiche transmet-elle bien cette idée ?». Les projets d'affiches reposant sur un discours construit étaient les plus sûres d'être adoptées, surtout si l'auteur parvenait à argumenter, mais globalement très peu étaient refusées.  
Sympathisants et curieux se pressent alors dans les murs de ces écoles, en particulier celle des Beaux-Arts de Paris. Plus de dix mille personnes y sont passées, dont 300 artistes, selon le peintre Gérard Fromanger. Les salariés des différents secteurs s'y rendent pour leur part afin de  « passer commande »,,,.
Moins de 400 mètres plus loin se trouve un autre des lieux de débats, le théâtre de l'Odéon à Paris, qui est occupé lui trois jours après les écoles des Beaux-Arts et des Arts-Déco, à partir du 16 mai. Il devient selon le communiqué lu lors d'une conférence de presse télévisée « un lieu de rencontre entre ouvriers,  étudiants, artistes et comédiens » et un lieu de débats pris très au sérieux, tenus jour et nuit.

### L'essaimage et la formation
Dans cet atelier très politisé, les artistes deviennent des « petits soldats » se mettant « au service des luttes ouvrières ». Les artistes, parmi lesquels des militants maoïstes, du PCF, des JCR de la FER ou des ex-"Jeune Peinture", créent une « petite école » de sérigraphie pour les visiteurs et les délégations venues d'entreprises. L'Atelier Populaire prodigue ainsi information et conseils à tous ceux qui veulent créer à une échelle plus modeste d'autres ateliers. Un livre autoédité est publié pour expliquer concrètement les différentes étapes de la sérigraphie, afin de diffuser cette technique au plus grand nombre, il est titré « L'Atelier populaire, présenté par lui-même ».

### Les ateliers populaires en régions et aux Arts-Déco
L'école des beaux-arts de Lyon et celle de Marseille se sont aussi constituées en "Ateliers Populaires", qui furent au cours de la même période le lieu d'une production intensive d'affiches artistiques de propagande, portant le cachet de l'une ou l'autre de ces deux écoles, dont certaines reproduisent des modèles parisiens, bien que les différentes écoles aient plus communiqué avec les entreprises qu'entre elles.
Fin mai, les étudiants et professeurs de l'École des Arts-déco, également occupée depuis la mi-mai, produisent à leur tour une série d'affiches très remarquées, parfois plus brutales encore que dans l'autre école. Alors que  l'École des Arts-déco devient le point de ralliement des situationnistes, qui ont occupé les sous-sols autrefois réservés à la sculpture, ce sont les étudiants du syndicat UNEF qui ont décidé que soit occupée l'école.

## Les principaux thèmes des affiches
La « critique de l'information » est un thème « omniprésent », avec un grand nombre d'affiches qui critiquent en tout premier lieu le « manque d'indépendance » des grands moyens d'information, avec pugnacité, tout comme le « sentiment de n'être compris par aucun ». La grève des techniciens et journalistes de l'ORTF est soutenue par les ateliers populaires, en particulier lorsque débutent les manifestations de soutien aux grévistes, du 6 juin au 11 juin, avec des rondes silencieuses autour de la Maison de la Radio, mais au delà des revendications des grévistes.
Les projets sont effectués d'après une analyse de la situation politique et des événements de la journée ou après des discussions aux portes des usines. Les affiches choisies en assemblée générale réagissaient  ainsi très souvent à l'actualité du jour, à la façon d'un journal quotidien, et tentaient de "coller" à une réalité de souffrance, salaires et conditions de travail, selon son animateur permanent le peintre Pierre Buraglio,, dans un climat d'ouvriérisme porté par la plus importante grève de l'histoire de France.
Les affiches de l’atelier des Arts décoratifs sont plus violentes, globalement: l'une d'elles représente Hitler enlevant son masque de De Gaulle. Beaucoup sont uniquement textuelles pour la plupart, se rapprochant du graffitiLes thèmes sont récurrents dans les deux ateliers : moqueries envers le Général De Gaulle, les CRS, et les médias, conditions de vie et de travail le monde des ouvriers et employés.

## Les créateurs
Un tract adressé aux "camarades créateurs" expliquait que "se mettre au service des travailleurs en lutte, c’est travailler sur des slogans acceptés" par les assemblées générales alors que "travailler sur sa petite idée personnelle, même juste, c’est rester dans le cadre étroit de la conception bourgeoise". Bernard Rancillac, Eduardo Arroyo, Gilles Aillaud et Henri Cueco ont ainsi participé à la fabrication de ces affiches sans droit d'auteur, alors que le livre de référence de la sociologue Raymonde Moulin sur le marché de l’art en France était paru récemment. C'est aussi le cas d'artistes venus du Salon de la jeune peinture au début des années 1960, qui avaient l'espoir de donner à leur art un objectif de transformation sociale et pour certains tenu un discours militant relevant des idées attribuées à l'extrême gauche. 
Le peintre et sculpteur Guy de Rougemont avait peu avant travaillé à la Factory de l'artiste Andy Warhol à New York, d'où il a importé la sérigraphie, selon l’artiste Merri Jolivet, car il avait été frappé par la lenteur requise pour produire la première affiche qui évoquait «L’Art au service du peuple» avec le bras ferme d’un ouvrier marteau en main, une image récurrente dans les affiches de Mai 68. 
Erró, l'artiste islandais cofondateur du mouvement pictural de la Figuration narrative en France, fournissait environ cinq projets de dessins par jour, sans les signer, portés à l'école le soir, alors que son ami le plus proche, Jean-Jacques Lebel, occupait le théâtre de l’Odéon, tout proche
Parmi les artistes qui signaient leurs œuvres et utilisaient principalement les lithographies, Cremonini, Jorn, Alechinsky, Degottex, Hélion, Ipoustéguy, Velicovick, Raymond Georgein. En juin, Bazaine, Calder, Rebeyrolle, et Appel dessinent chez le directeur de galerie Aimé Maeght. François Miehe, qui était au Parti communiste, était le représentant élu des étudiants sur une liste du syndicat UNEF et s'occupait de présider les assemblées générales.

## Les réactions des partis politiques
À partir de juin 1968, la réaction des partis politiques est de recourir eux aussi plus largement à l'affichage, tout en conservant leurs moyens de communication habituels. Le PCF édite sa propre ligne d'affiches, au ton et au graphisme plus classiques, différents de ceux des écoles d'art. Le PSU tire au contraire une affiche noir et rouge titrée « pouvoir ouvrier, pouvoir paysan, pouvoir étudiant, pouvoir au peuple », qui s'inspire de celles des ateliers populaires. Côté gaulliste, les Comités de défense de la République (CDR) recourent plutôt à des affichettes au graphisme et à la typographie traditionnels, qui principalement s'attaquent au mouvement étudiant.

## Les suites dans le milieu de l'art

### Dans la société: l'exposition sur la catastrophe de Fouquières
Les quatre plasticiens professionnels du quatuor qui avait piloté la création de l'atelier populaire des Beaux-Arts, Guy de Rougemont, Gérard Fromanger, Merri Jolivet et Julio Le Parc, ont repris du service après le coup de grisou qui a tué 16 mineurs le 4 février 1970 à Fouquières-lès-Lens alors que les ingénieurs n'avaient pas fait évacuer la galerie comme il se doit pendant la réparation d'un ventilateur. Quelques jours après des attentats ont lieu contre les houillères ou aux chantiers de Dunkerque et des tracts maoïstes vengeurs annoncent encore en avril des actions de sabotage. Une figure locale, Eugénie Camphin, fille de mineur, dont les trois fils avaient perdu la vie dans des conditions dramatiques, va alors désamorcer ce biais vers le terrorisme en coorganisant le Tribunal populaire de Lens en 1970 avec Jean-Paul Sartre, avec qui elle a cofondé en juin 1970 le Secours Rouge aux côtés de ses ex-compagnons de résistance Charles Tillon et Roger Pannequin, l'ami de son fils Maurice Camphin. Elle dirige le journal Liberté vaincra, fondé par Marcel Deboudt, assistant en physique à l'Université de Lille, qui avait rencontré Sartre pendant la Guerre d'Algérie, pour diffuser dans le Nord les exemplaires du livre interdit de Henri Alleg, "La Question".
Pendant deux ans, de 1970 à 1972, ces artistes de l'atelier populaire des Beaux-Arts vont participer à ces efforts et faire parler des victimes et du grisou, par une série de tableaux, publication, expositions et rencontres avec les mineurs,. Une veuve de mineur montre à Merri Jolivet l'album des souvenirs de son mari qu'elle garde comme son bien le plus précieux et il décide de réunir des artistes qui consacrent vingt-cinq tableaux à ces photos, exposition considérée comme une des événements les plus importants de l'histoire de la Salon de la Jeune Peinture dans cette période, avec des participations d'Aillaud, Arroyo, Biras, Chambas, Fanti, Mathelin, et qui rappelle l'exposition Au Pays des mines d'André Fougeron en 1951, consacrée à la Grève des mineurs de 1948. Chacun des 25 tableaux sera commenté par Alain Jouffroy par un court texte. Gilles Aillaud signe en particulier l'œuvre «Réalité quotidienne des travailleurs de la mine». Ils lancent dans la foulée une campagne d'affiches.
Gérard Fromanger et ses amis sont dans la salle du Tribunal populaire de Lens en 1970, en décembre, parmi les 500 spectateurs, et vendent des œuvres d'art au profit des familles des victimes, dans la salle, au milieu des télévisions et journalistes.  Ils ont reproduit, sur de grands draps, le portrait des mineurs tués. Leurs collègues se sont occupés de faire voyager cette exposition dans la région, dans les maisons du peuple. Quelques semaines plus tard, le 19 janvier 1971, les peintres organisent une autre exposition-vente en solidarité avec les mineurs de Fouquières-lès-Lens dans l'atelier des Beaux-Arts, puis leurs oeuvres sont présentées au 22e Salon de la Jeune Peinture, dont le vice-président est Merri Jolivet. Cet album, écrivent-ils, « vaut plus que cent ouvrages sur la lutte des classes, plus que cent discours ». « Peu de temps après », ils découvrent qu'un des deux mineurs responsables de l'exposition était un indicateur de police. À la même période, le 25 novembre 1971, ils fondent le Front des artistes plasticiens (FAP) qui va dénoncer la censure, la destruction des Halles pour construire en plein Paris le centre Beaubourg, et saboter en mai 1972 « exposition 72-72 dite aussi "exposition Pompidou", alors président de la république, en scandant face aux CRS « l'Expo 72 : des artistes au service du capital ». « Blessé par les contestataires de tout poil », Pompidou abandonne alors sa politique d'ouverture et remplace à Matignon Chaban-Delmas par Pierre Messmer. Ce même mois de mai 1972, les rédacteurs de J'accuse (mensuel) se font sévèrement réprimander par Jean-Paul Sartre, pour les abus de l'Affaire de Bruay-en-Artois, dans l'atelier de Gérard Fromanger, qui avait soutenu le projet de journal début 1971, avant d'y être marginalisé par les maoïstes Robert Linhart et André Glucksman.

### Dans les écoles d'art
En 1970, Pierre Bernard, associé à deux artistes qui ont animé l'atelier populaire des Arts-Déco, Gérard Paris-Clavel et François Miehe, fonde le groupement de graphistes Grapus , qui en 1990 a reçu le Grand prix national des arts graphiques, dans un style axé sur l’écriture manuscrite et l’assemblage de techniques diverses (dessin, peinture, photo, texte).
Au début des années 1970 de nombreuses disciplines prennent une nouvelle importance, au sein de l'enseignement de l'École des Arts-déco, tandis que d'autres apparaissent: textile, design vêtement, animation, photographie, scénographie, vidéo, mobilier ou infographie.  Après les événements de 1968, l'école des Beaux-arts sera, elle aussi, profondément réformée. L'objectif, exprimé pendant la grève de Mai 68 est alors de démocratiser et élargir le recrutement des étudiants et des enseignants. Mais contrairement à l'École des Arts-déco, il n'y est pas expérimenté de création d'un troisième cycle.

## La question des droits d'auteurs
La question des droits d'auteurs s'est posée aussi bien sur le plan financier que sur le plan moral, des décennies après. En 2004, l'enseigne de grande distribution dirigée par Michel-Edouard Leclerc a demandé au gouvernement une modification de la loi Galland, qui fixe les relations entre distribution et industriels puis lancé quelques mois plus tard une campagne de publicité s'inspirant des événements de Mai 68, car ils « illustrent les valeurs de combat, de militantisme. Les échos en sont positifs, même chez les plus jeunes », selon Romain Vuillerminaz, un des concepteurs de la campagne,.
Cette opération a été perturbée dès son début par une grève des salariés de l'afficheur Clear Channel,. L’association "Casseurs de pub" qualifie alors Leclerc de « charognard des idéaux de 68 ». Les antipubs détournent les affiches, par exemple en dessinant une contre-affiche avec un bouclier marqué du logo Leclerc, sous-titrée : « Emprunte, consomme, pollue, obéis». Jean-Pierre Raffarin, Premier ministre  déclare de son côté « Ce n'est pas l'Etat qui empêche M. Leclerc de baisser ses prix.  
L'un des trois slogans affichés par Leclerc reprenant celui d'une affiche dessinée par le peintre et illustrateur Jacques Carelman, ce dernier réclame une indemnisation, et affirme que Leclerc, dans une longue négociation, a tenté de payer le minimum et de sous-évaluer une campagne pourtant omniprésente sur les murs et les journaux dans toute la France. Auteur du Catalogue d’objets introuvables parodie publiée en 1969 du célèbre catalogue de vente par correspondance de Manufrance, Jacques Carelman était un militant de l'atelier de l’Ecole des beaux-arts de Paris. Après avoir vu des CRS réprimer une manifestation, il y conçoit l'affiche "CRS SS", dont le tirage initial remonte au 19 mai 1968et dont la version originale ne mentionnait pas «SS» sur le bouclier.
C'est le seul cas d’attribution officielle d’une affiche de Mai 68. Son anonymat est respecté jusqu'en 1988 quand Jacques Carelman en revendique la création, après avoir été assister à une exposition, comme invité, à la Bibliothèque nationale où selon lui « des femmes en vison picoraient des petits-fours sous les affiches », puis constaté que plusieurs grands hebdomadaires reprenaient en première page cette affiche, en 1998, lors du 30ème anniversaire de Mai 68. 
Le monde de la publicité avait pourtant tenté de composer avec Mai 68. L'agence Dupuy-Compton s'était offert le 12 juin 1968 une page complète du "Monde", pour s’adresser directement aux chefs d’entreprise avec le slogan « Les structures marchandes doivent se concilier l’opinion marchante », posant les bases d’un principe de collaboration. Peu après, le jeune chef de publicité Claude Neuschwander 35 ans, militant au PSU et à la CFDT avait été promu au secrétariat général de Publicis, tandis que Jean Schalit, fondateur du journal Action devenait directeur de la création de Mac Cann Erickson. Ces années-là voient également la naissance de DDB-France (Doyle Dane Bernbach) et de TBWA (Tragos Bonnange Wiesendanger Ajroldi), qui vont rajeunir en profondeur la profession de publicitaire. 
La grève des transports en commun de Mai 68 et la neutralisation consécutive du réseau souterrain ne vont guère favoriser la diffusion de ce mode d’action.

## Postérité
Les affiches de Mai 68, ont tenté de se « soustraire à l’action politique fulgurante qui les avait favorisées et à leur condition d’objets éphémères », selon l'universitaire Bertrand Tillier. Dans un premier temps, conçues pour réagir à l'actualité immédiate, collées à la va-vite et vite décollées aussi vite ou plus, elles ne résisteront pas plus de quelques jours ou quelques semaines. Mais rapidement, journalistes et collectionneurs, raflent celles que décolle le service de nettoyage. Dès novembre 1968, des militants de l’Atelier populaire de cette école ont réuni 170 d’entre elles, déposées officiellement à la Bibliothèque nationale. Par ailleurs, un jeu entier de ces productions graphiques, donc beaucoup plus complet, a été confié à Georges-Henri Rivière, patron du musée des Arts et Traditions Populaires. Un fonds de 150 affiches est par ailleurs conservé par la bibliothèque de l'Université Paris 8 Vincennes Saint-Denis et diffusé sur sa bibliothèque numérique Octaviana.
À partir du XXIe siècle, malgré leur ample présence des expositions du Centre Pompidou, du Palais de Tokyo, du Mucem à Marseille, de musées de province ou de la Bibliothèque nationale de France, les originaux de ces affiches, ou ce qui en reste par le biais d'exemplaires qui « ont été arrachés des murs pendant les événements », sont de plus en plus recherchées par les collectionneurs, qui ont souvent l'âge des manifestants mais n'étaient pas tous, loin de là, parmi eux. L'affiche « La beauté est dans la rue », montrant une femme qui lance un pavé,  éditée à Montpellier à l'époque, est celle qui s'est vendue la plus chère aux enchères

## Autres formes de slogans

### Les graffitis
Des slogans ont aussi été écrits avec des bombes de peinture, par le biais de graffitis, la plupart sur les murs de Paris par Christian Sebastiani, que son camarade de l'Internationale Situationiste Guy Debord considérait, plus tard en 1972, comme « le poète des murailles ». Il utilisait des bombes de peinture destinées au combat de rues.
Par ailleurs, ces graffitis sont parfois cités[réf. nécessaire] :
- « Les murs ont des oreilles. Vos oreilles ont des murs. »
- « L'imagination prend le pouvoir ! »
- « L'été sera chaud ! »
- « Ne changeons pas d'employeur, changeons l'emploi de la vie »
- « Chacun est libre d'être libre »
- « Exagérer, c'est commencer d'exister »
- « Le rêve est réalité »
- « Cours, Camarade, le vieux monde est derrière toi ! »
- « On achète ton bonheur. Vole-le. »
- « Si vous continuez à faire chier le monde, le monde va répliquer énergiquement »
- « Si besoin était de recourir à la force, ne restez pas au milieu »
- « Un rien peut être un tout, il faut savoir le voir et parfois s'en contenter »
- « Travailleur : tu as 25 ans mais ton syndicat est de l'autre siècle. »
- « Veuillez laisser le parti communiste aussi net en sortant que vous voudriez le trouver en y entrant »
- « Pour vos vacances, n'allez pas en Grèce : vous y êtes déjà. »
(Allusion à la dictature des colonels).
- « Le patron a besoin de toi, tu n'as pas besoin de lui »
- « Flics à Flins, flics chez vous » (Sur une affiche [cf.supra])
- « Les CRS aussi sont des hommes : la preuve, ils violent les filles dans les commissariats[52],[53]. »
- « La beauté est dans la rue »[54];
- « La barricade ferme la rue mais ouvre la voie »
- « Les libertés ne se donnent pas, elles se prennent »
- « Les motions tuent l'émotion »

## Chronologie
- Le 13 mai au soir est investie l'école des Arts-décoratifs[3];
- le 14 mai, l'école nationale supérieure des Beaux-Arts de Paris est occupée à son tour[3];
- le 14 mai et le 15 mai, mise en place d'une organisation technique pour gérer le standard téléphonique et le service d'ordre, et la répartition des participants dans les commissions[55];
- le 15 mai aux Beaux-Arts, Guy de Rougemont monte l'atelier de sérigraphie qu'il avait proposé à l'assemblée générale du 14 mai[3];
- le 17 mai, un tract assure qu'une collecte pour les grévistes d'usines occupées a rapporté plus de 1 000 francs[3];
- le 17 mai, assemblée générale des personnels de l'ORTF dans le studio 15, aux Buttes Chaumont[56];
- le 19 mai, une affiche a un grand succès en réaction à la déclaration de Georges Pompidou relate qui rapporte après le Conseil des ministres, les propos du général de Gaulle: «la réforme oui, la chienlit non». Les tirages augmentent considérablement, avec des rééditions chez des imprimeurs amis et rend célèbre l'«atelier populaire de l'ex- école des Beaux-Arts»[3];
- 20 mai, tournant dans la production de l'atelier des Beaux-Arts[3], avec des affiches illustrées fortes, alors qu'avant, seuls des textes étaient mis en avant[3];
- 21 mai, vote d'une motion qui précise que "l’affiche est une expression d’une orientation. Toutes les affiches sorties des Beaux-Arts sous la responsabilité du comité de grève sont contrôlées entièrement par lui"[14].
- le 22 mai, l'affiche représentant Daniel Cohn-Bendit après son expulsion en Allemagne, proposée le jour de cette expulstion par Bernard Rancillac sous la forme « Nous sommes tous des Juifs et des Allemands »  a été reformulée après le vote de l'assemblée générale. C'est la seule des 415 qui n'a jamais été affichée dans la rue par les étudiants[57], même après sa reformulation votée par l'assemblée générale des étudiants, qui a décidé le 23 mai de remplacer le slogan par Nous sommes tous « indésirables », selon une déclaration de l'historien Christian Delporte le 3 mai 2018;
- le 24 mai, les étudiantes lui répondent "Le chienlit, c'est lui !"
- 29 mai, l'atelier de l'école des Arts-décoratifs produit ses affiches à son tour[3];
- 2 juin, aux Beaux-Arts, affiches "l'intox vient à domicile", "soutenez les cheminots en grève", "vigilance !" et "indicateurs «civiques»"[3];
- 3 juin, affiche " la police à l'ORTF c'est la police chez vous" et "vermine fasciste action civique[3];
- 5 juin, affiche "Renault Flins",
- 6 juin, affiche "non les grands magasins ne rouvriront pas"[3];
- 10 juin, affiche "presse ne pas avaler";
- 16 juin, affiche "leur campagne commence notre lutte continue";
- 18 juin, la Sorbonne évacuée par la police, les occupants se réfugient aux Beaux-Arts[3];
- le 27 juin 1968, les gardes mobiles occupent l’école des Beaux-Arts[4].
- le 27 juin 1968, dernière affiche, réalisée au siège du PSU : « La police s’affiche aux Beaux-Arts, les Beaux-Arts affichent dans la rue »[4];
- été 1968, parution chez Dobson à Londres, d'un album reproduisant 96 des affiches par des membres de l'atelier populaire[3];
- été 1968, le musée des Arts et traditions populaires de Georges-Henri Rivière, l'ancêtre du Mucem, commence à collecter ces affiches, à partir de dons d'étudiants[13].
- fin 1968, parution d'un ouvrage sur "L'Atelier populaire présenté par lui-même", avec nombre d'indications précises ou de datation[3];
- en 1978, parait chez Balland un livre présentant 500 affiches de mai 68, qui reproduit un nombre important d'entre elles[3];
- en 2018, une exposition pour le cinquantenaire de Mai 68 à l'École des Beaux-Arts a exposé 415 de ces affiches.

## Sources
- "Les affiches de mai 68", par Laurent Gervereau, dans la revue  Matériaux pour l'histoire de notre temps en 1988 [3].
- Entretien avec Gérard Paris-Clavel, François Miehe», dans la revue Matériaux pour l'histoire de notre temps. Mai-68 : Les mouvements étudiants en France et dans le monde, sous la direction de Stéphane Courtois, n° 11-13, 1988 pp. 192-197 [19].
- "Georges Pompidou et mai 1968", par Bernard Lachaise, Editions Peter Lang 2009 [58].
- "Les affiches de Mai 68 occupent les salles de vente" par Clémentine Pomeau-Peyre, le 10 mai 2018 dans Le Monde[49].
- "Mai 68 : la révolte en affiches" par Claire Gilly le 14 avril 2018" dans Le Monde [18].